# 莱昂内尔·苏亚雷斯
莱昂内尔·苏亚雷斯（西班牙語：Leonel Suárez，1987年9月1日—），古巴男子田径运动员，主攻十项全能。他曾代表古巴参加2008年、2012年和2016年夏季奥林匹克运动会田径比赛，获得二枚铜牌。